# Ferdinando Lanza
Ferdinando Lanza fue un teniente general que luchó contra la Expedición de los Mil de Garibaldi. Durante el conflicto, Lanza estuvo destinado en Palermo, pero se rindió después del asedio el 30 de mayo de 1860.

## Inicios de su carrera militar
Lanza, que provenía de la caballería, fue ascendido a general en 1848. Su primera acción militar importante tuvo lugar el 9 de mayo de 1849 y lo llevó a luchar contra las tropas de Giuseppe Garibaldi frente a Palestrina durante la creación de la República Romana. Había traído a los 7.000 hombres de la división francesa de Charles Oudinot, cuyo 20º batallón de línea había sido derrotado el 30 de abril de 1849 en un ataque a bayoneta por los Garibaldini en las operaciones que llevaron a la toma de Villa Pamphili y Villa Corsini, y a los soldados borbónicos para defender el destino del Papado. Lanza participó entonces en la expedición de reconquista borbónica del Reino de Sicilia después de la revolución siciliana de 1848 bajo las órdenes de Carlo Filangieri.

## Expedición de los Mil

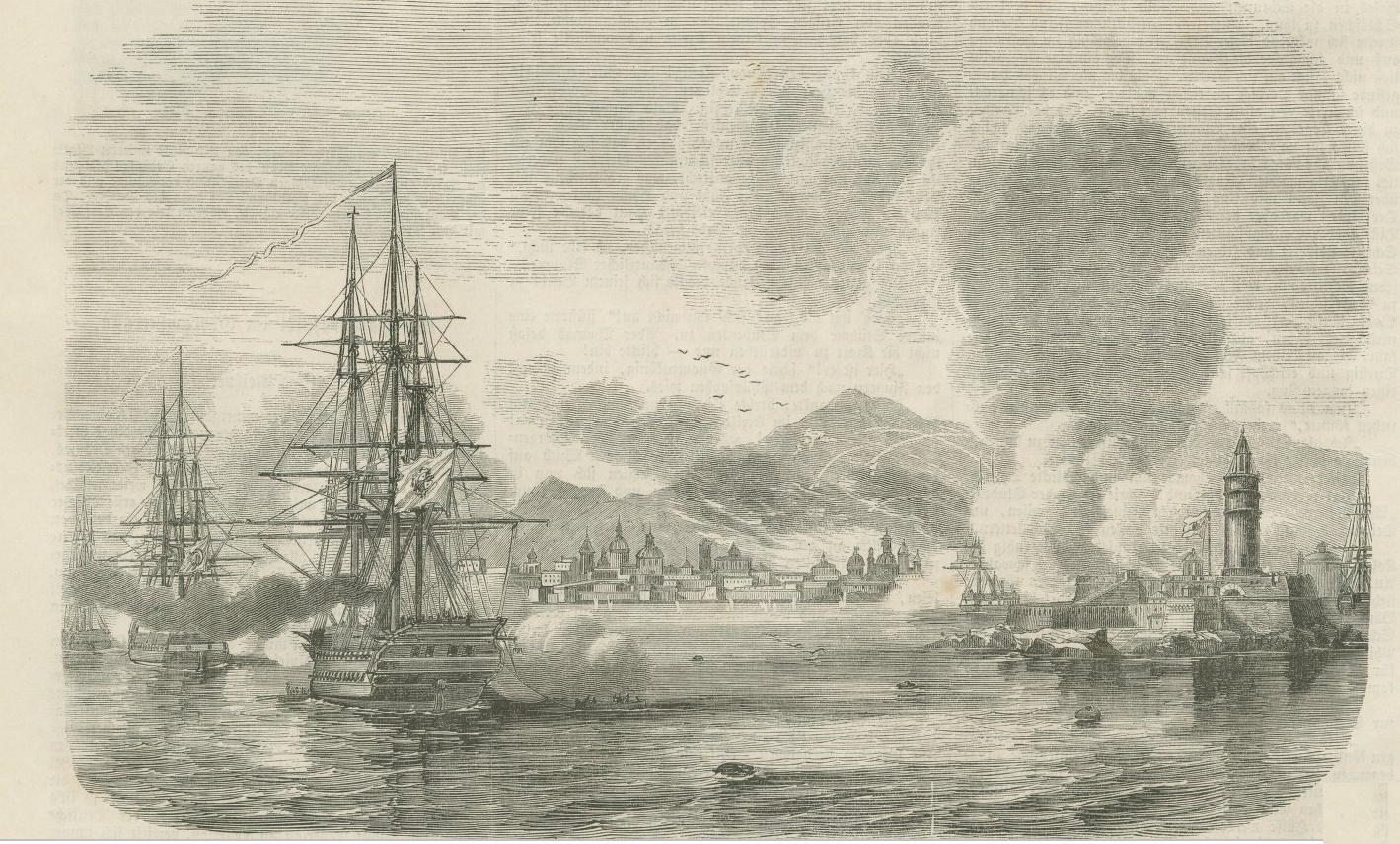
El bombardeo de Palermo por la Armada Real Siciliana

Lanza era entonces mariscal de campo, delegado por el rey Francisco II de las Dos Sicilias, para defender la capital virreinal de Palermo durante la Expedición de los Mil de Giuseppe Garibaldi. Después de la derrota borbónica en la batalla de Calatafimi en mayo de 1860, Lanza fue nombrado teniente general en Sicilia y comandante de campo.
En aquel momento, con setenta y tres años y obeso hasta el punto de no poder montar a caballo, no comprendió en absoluto la presencia de los soldados de Garibaldi en las afueras de Palermo y pensó que Garibaldi se había retirado hacia Corleone. Por ello, se encontró completamente desprevenido durante el asedio que los mil y los picciotti sicilianos llevaron a cabo a través del Ponte dell'Ammiraglio sobre el río Oreto y la Puerta de Termini.
Lanza, reiterando su estrategia durante la Rebelión Siciliana hace 11 años, ya que había anunciado repetidamente que la artillería y la marina restantes bombardearían la ciudad, causando la muerte de unas 600 personas y la destrucción de una gran cantidad de hogares.
La población de Palermo, incluido el clero y La nobleza de la isla, abandonó por completo cualquier atisbo de lealtad a la Monarquía borbónica y a su ejército e inició un motín tras el bombardeo de civiles inocentes. El alistamiento de ciudadanos en las filas de Garibaldi llegó a ser tan masivo como para permitir a Garibaldi ocupar sin dificultad y en poco tiempo los puntos estratégicos más importantes de la capital, obligando a Lanza, a pesar de disponer de mayores armas y equipamiento, a solicitar una tregua y a firmar un armisticio el 6 de junio, reembarcándose finalmente el 19 de junio de 1860 hacia el continente italiano. Durante la retirada de Palermo, mientras pasaba revista a sus tropas, uno de los soldados le gritó: Eccele', guardate quanti siamo. E dobbiamo scappare accussì?, ("¡Mirad cuántos somos! ¿Por qué tenemos que huir?"), a lo que el general respondió: Statti zitto, 'mbriacone! ("¡Callad borrachos!"). Tras el final de la guerra, también fue al Palacio de Angri para rendir homenaje a Garibaldi.